# Stephen Masters
Stephen Grenville Masters (Søborggård, 10 de septiembre de 1969) es un deportista danés que compitió en remo como timonel.
Ganó seis medallas en el Campeonato Mundial de Remo entre los años 1986 y 1994. Participó en los Juegos Olímpicos de Barcelona 1992, ocupando el séptimo lugar en la prueba de ocho con timonel.

## Palmarés internacional
| Campeonato Mundial | Campeonato Mundial            | Campeonato Mundial | Campeonato Mundial      |
| Año                | Lugar                         | Medalla            | Prueba                  |
| ------------------ | ----------------------------- | ------------------ | ----------------------- |
| 1986               | Nottingham (Reino Unido)      | Medalla de bronce  | Ocho con timonel ligero |
| 1988               | Milán (Italia)                | Medalla de bronce  | Ocho con timonel ligero |
| 1989               | Bled (Yugoslavia)             | Medalla de plata   | Ocho con timonel ligero |
| 1990               | Tasmania (Australia)          | Medalla de plata   | Ocho con timonel ligero |
| 1993               | Račice (República Checa)      | Medalla de plata   | Ocho con timonel ligero |
| 1994               | Indianápolis (Estados Unidos) | Medalla de plata   | Ocho con timonel ligero |